# Mike Ehrmantraut (personaje)
Michael "Mike" Ehrmantraut ( /ˈɜːrməntraʊt/) es un personaje ficticio que aparece en las series de televisión Breaking Bad y su precuela derivada Better Call Saul, interpretado por Jonathan Banks y creado por Vince Gilligan. Mike es presentado en Breaking Bad como un ex oficial de policía de Filadelfia y veterano del Cuerpo de Marines de los Estados Unidos que trabaja para el capo de la droga Gus Fring —y, en ocasiones, para el abogado Saul Goodman— como investigador privado, jefe de seguridad, limpiador y sicario. En Better Call Saul, su historia se complementa al establecerlo como un oficial corrupto en Filadelfia, cuyo involucramiento en actividades ilícitas indirectamente llevaron a la muerte de su hijo también policía Matt, lo que lo llevó a mudarse a Albuquerque para cuidar y apoyar financieramente a su nuera Stacey y a su nieta Kaylee a través de trabajos en el inframundo criminal.
Mike como personaje ha sido elogiado por la crítica y convirtiéndose en favorito del público; la actuación de Banks ha recibido varios premios de actuación y nominaciones.

## Creación
Los guionistas de Breaking Bad crearon el personaje de Mike Ehrmantraut como sustituto de Saul Goodman, debido a que el actor Bob Odenkirk no estaba disponible para el final de la segunda temporada "ABQ" debido a su compromiso de aparecer en How I Met Your Mother. Eligieron a Jonathan Banks porque admiraban su trabajo en el drama policial Wiseguy de la década de 1980. El propio Banks pensó que vendría y haría el papel de "ABQ", pero quedó impresionado por trabajar junto a Aaron Paul en esa escena y con la dirección general que Vince Gilligan había proporcionado para el episodio. Banks consideró su personaje cercano al de Joubert de Max von Sydow de Three Days of the Condor, un asesino que pintaba figuritas en el costado. Después de la muerte de Mike en el episodio de la quinta temporada "Say My Name", Banks dijo que esto no lo sorprendió porque siempre creyó que el personaje moriría en algún momento.
Mike continuó apareciendo en Better Call Saul y aparece durante una escena de flashback en El Camino: A Breaking Bad Movie. En 2019, se convirtió en el primer personaje en aparecer en Breaking Bad, Better Call Saul y El Camino y es uno de los cinco personajes que apareció en las tres producciones, los otros cuatro son Ed Galbraith, Austin Ramey, Walter White y Jesse Pinkman.

## Biografía del personaje

### Antecedentes
Según Banks, Mike es un veterano de la Infantería de Marina que sirvió en la Guerra de Vietnam. El servicio militar de Mike está implícito en el episodio de la segunda temporada de Better Call Saul, "Gloves Off", cuando menciona su familiaridad con un rifle de francotirador del mercado negro que tiene la intención de comprar. Posteriormente se convirtió en oficial del Departamento de Policía de Filadelfia. Mike tuvo un hijo, Matt, que también se convirtió en policía. Matt se casó con Stacey y tuvieron una hija, Kaylee. En un flashback extendido en el episodio "Five-O" de Better Call Saul, se revela que Mike fue un oficial de policía corrupto que aceptó sobornos (más tarde se revela que estos comenzaron en 1984). Para diciembre de 2001, otros oficiales corruptos se acercaron a Matt y le pidieron consejo a Mike; Mike le aconsejó a Matt que no tomar el dinero lo etiquetaría como un denunciante y pondría en peligro su vida y la de su familia, así que Matt lo tomó. El socio de Matt y otro oficial lo mataron de todos modos porque su vacilación les hizo pensar que podría entregarlos. Stacey y Kaylee se fueron de Filadelfia a Albuquerque después del funeral de Matt. Mike identificó a los oficiales que lo mataron y organizó una emboscada para matarlos a ambos, después de lo cual se fue a Albuquerque, para ver y estar cerca de Stacey y Kaylee.

### Better Call Saul

#### Temporada 1
Mike consigue un trabajo como asistente de estacionamiento en el juzgado. En sus horas libres y por recomendación del veterinario Caldera, se dedica a trabajos de seguridad y "músculos" para ayudar a mantener a Stacey y Kaylee. El abogado Jimmy McGill trata con frecuencia con Mike cuando sale del estacionamiento, irritado con las demandas de pago de Mike o la cantidad correcta de calcomanías de validación.
Oficiales de Filadelfia involucrados en la investigación de los dos policías asesinados llegan a Albuquerque e interrogan a Mike, quien contrata a Jimmy para que lo represente. Mike le pide a Jimmy que cree una distracción, lo que le permite a Mike robar el bloc de notas de un detective para aprender lo que saben. Descubre que Stacey los contactó después de encontrar dinero escondido en el forro de una de sus maletas. Cuando va a encararla, Stacey le pide saber lo que pasó con Matt; Mike le admite que estuvo involucrado en la corrupción en Filadelfia y confiesa que "rompió" a su hijo al persuadirlo de que lo acompañara. El socio de Matt y otro policía lo mataron por temor a que los denunciara, por lo que Mike tomó represalias matándolos a los dos y luego se mudó a Albuquerque para estar cerca de ella y su nieta. Stacey acepta la explicación de Mike y lo consuela. Los detectives se van a Filadelfia y uno de ellos le asegura a Mike en privado que tiene poco que temer. Más tarde, Mike ayuda a Jimmy a demostrar que sus clientes, Betsy y Craig Kettleman, organizaron su propia desaparición. Luego ayuda a Jimmy a recuperar y devolver el dinero que los Kettleman malversaron de la tesorería del condado.
En uno de sus trabajos "músculos", Mike es contratado por Daniel Wormald ("Pryce"), un farmacéutico para protegerlo durante un negocio de drogas con Nacho Varga, un lugarteniente del cartel de la familia Salamanca. Mike no tiene armas, pero permanece tranquilo y controlado. Cuando faltan $20 dólares para el pago, Mike insiste en que Nacho le pague a Pryce el monto total. Una vez que se completa el trato, Mike explica que investigó a Nacho de antemano y determinó que estaba operando sin el conocimiento de sus jefes en el cartel, lo que le dio un incentivo para asegurarse de que la transacción se realizara sin problemas.

#### Temporada 2
Impresionado por el trabajo de Mike para Pryce, Nacho se le acerca para pedirle que mate a su jefe Tuco Salamanca, sobrino de Héctor. Nacho teme que Tuco se entere de sus negocios de drogas externos y que su comportamiento errático atraiga la atención policial no deseada hacia el negocio de las drogas de los Salamanca. En lugar de matar a Tuco, Mike organiza un altercado público para que Tuco sea sentenciado a prisión por agresión. Héctor quiere reducir la sentencia de prisión de Tuco haciendo que Mike le diga a la policía que el arma que llevaba Tuco era suya y amenaza a Stacey y Kaylee, a través de sus sobrinos Leonel y Marco para que Mike cumpla. Mike acepta asumir la responsabilidad del arma a cambio de un pago de $50,000 dólares.
Molesto por las amenazas de Héctor a Kaylee y Stacey, y temiendo que Héctor sepa la verdad detrás de su altercado con Tuco, Mike intenta interrumpir el tráfico de drogas de Héctor secuestrando un camión de los Salamanca y robando los $250,000 que lleva, pero dejando atado al conductor, Ximenez Lecerda arriba al costado del camino. Tenía la intención de que un "buen samaritano" liberara a Ximénez y se pusiera en contacto con la policía, pero Nacho le dice que cuando alguien se detuvo para ayudar, Ximénez llamó a Héctor y el equipo de Héctor limpió la escena y mató al buen samaritano antes de que pudieran llamar a la policía.
Mike decide matar a Héctor y adquiere un rifle de francotirador del mercado negro. Mientras se prepara para disparar, de repente es interrumpido por la bocina de su automóvil. Mike encuentra una rama encajada contra la bocina y una nota en el parabrisas con una sola palabra: "no".

#### Temporada 3
Mike investiga esta situación, descubriendo que en su auto fue instalado un dispositivo de rastreo; finalmente, descubre que ha sido rastreado por Gus Fring, el propietario de la cadena de restaurantes Los Pollos Hermanos, que forma parte de la cadena de tráfico de drogas del cartel. Gus se encuentra con Mike y le explica que no quiere que Héctor muera hasta que él decida que es el momento adecuado. Alienta a Mike a continuar interrumpiendo el tráfico de drogas de Héctor e intenta pagarle, pero Mike no acepta el dinero. Pide ayuda para lavar los $250,000 que robó, y Gus lo obliga a hacer arreglos con Madrigal Electromotive, la empresa matriz de Los Pollos y participante en sus actividades de drogas, para contratar a Mike como consultor de seguridad contratado y pagarle honorarios mensuales de consultoría. Mike se une a Stacey en las sesiones de terapia de grupo para ayudarla a superar la muerte de Matt. También se entera de los planes de Nacho para matar a Héctor por haber involucrado a su padre en el negocio y le aconseja sobre el peligro de dejar alguna pista de sus acciones.

#### Temporada 4
Mike deja el trabajo en el estacionamiento y realiza consultoría de seguridad real en Madrigal. Tiene una reunión con la ejecutiva de la empresa Lydia Rodarte-Quayle que le informa que se suponía que el contrato de consultoría era una transacción en papel, pero Mike argumenta que sus inspecciones brindan una cobertura plausible si alguien cuestiona los pagos. Cuando Lydia se queja con Gus, él aprueba tácitamente las acciones de Mike. En las sesiones de terapia grupal, Mike se enfrenta a otro asistente por sus mentiras, lo que provoca una ruptura temporal con Stacey.
El conflicto entre los Salamanca y la organización de Gus lleva a que Héctor Salamanca sufra un derrame cerebral, y Gus paga discretamente su recuperación hasta que recupera sus facultades mentales y puede mover solo su dedo índice derecho. Gus inicia la construcción de un laboratorio de metanfetamina debajo de una lavandería industrial, que es parte de un plan para terminar con su dependencia de la cocaína del cartel que se contrabandea desde México. Mike hace arreglos para que ingenieros estructurales visiten y evalúen en secreto el sitio mientras Gus observa en silencio. Gus elige al ingeniero alemán Werner Ziegler para que supervise la construcción del laboratorio, y Mike organiza las viviendas para Werner y sus hombres durante el proyecto que llevara meses en realizarse. Mike se hace amigo de Werner y trata de encubrirlo ante Gus cuando Werner, sin darse cuenta, revela algunos detalles de la construcción del laboratorio a los clientes de un bar local en una noche de fiesta. Cuando la construcción se retrasa, Werner empieza a manifestar nostalgia por volver con su esposa y decide escapar, teniendo la intención de encontrarse con ella en un spa cercano. Mike alcanza a Werner y se da cuenta de que, sin querer, le ha revelado la existencia de un proyecto de construcción al sobrino de Héctor, Lalo Salamanca, que ha llegado para hacerse cargo de la gestión del negocio de las drogas en la familia Salamanca. Gus ordena la muerte de Werner y se ofrece a enviar a alguien para que lo haga, pero Mike, reacio por dentro, decide ejecutarlo él mismo.

#### Temporada 5
La muerte de Werner obliga a Gus a detener la construcción del laboratorio. Mike reacciona con disgusto ante su aparente falta de compasión por Werner y rechaza la oferta de Gus de seguir pagándole durante la demora. Mike continúa luchando con la muerte de Werner y bebe en exceso. Se aleja de su familia cuando pierde los estribos con Kaylee, cuando le pregunta sobre Matt, lo que lleva a Stacey a pedirle a Mike que mantenga la distancia.
Después de una noche de copas, Mike es atacado por una pandilla callejera y rompe el brazo del líder antes de alejarse. Mike es apuñalado durante un segundo altercado con la pandilla, que buscó por culpa de la muerte de Werner. Se despierta en un rancho en México que tiene vínculos con Gus, donde el Dr. Barry Goodman ha tratado sus heridas. Gus pide su ayuda contra los Salamanca porque Mike entiende su necesidad de venganza. Mike señala en secreto a la policía el automóvil de Lalo y sus vínculos con el asesinato de Fred, un empleado de una tienda de transferencia de dinero que visitó el día que escapó Wegner, lo que provoca el arresto de Lalo. Gus quiere que liberen a Lalo, por lo que Mike le da a Jimmy, contratado para representarlo, detalles sobre el trabajo que hizo para investigar a Lalo. Jimmy usa la información para acusar a la policía de manipulación de testigos, lo que le permite obtener la libertad bajo fianza de Lalo. Mike pasa tiempo con Kaylee y le dice a Stacey que ya superó los eventos recientes que lo enojaron.
Lalo hace que Jimmy recoja los $7 millones de dólares en efectivo de la fianza en un sitio remoto en el desierto. Varios hombres armados detienen a Jimmy, toman el dinero y se preparan para matarlo. Mike estaba rastreando a Jimmy por Gus y mata a todos menos a uno de los atacantes, que escapa. Cuando el auto de Jimmy se descompone, Mike y Jimmy toman el dinero y caminan a campo abierto, acampan durante la noche y luego reanudan su viaje a la mañana siguiente. Cuando ven que el pistolero sobreviviente todavía lo está buscando, trabajan juntos para matarlo. Jimmy y Mike se dirigen a una parada de camiones, donde Tyrus Kitt y Victor, 2 hombres de confianza de Gus los recogen. Jimmy paga la fianza de Lalo y, siguiendo las órdenes de Mike, dice que estaba solo y que su auto se descompuso, por lo que caminó para no arriesgar el dinero. Mike actualiza a Gus, quien se da cuenta de que Juan Bolsa contrató a los pistoleros con la creencia de que estaba protegiendo el negocio de Gus al mantener a Lalo en la cárcel.
Lalo tiene la intención de saltarse la fianza y regresar a México. Nacho lo lleva al mismo lugar donde Jimmy recibió el dinero de la fianza de Lalo para que Leonel y Marco puedan recogerlo. En cambio, Lalo busca el auto de Jimmy. Tras encontrarlo, regresa a Albuquerque con Nacho y se dirige al apartamento de Jimmy y su esposa Kim Wexler. Mike, manejando a toda velocidad, llama a Jimmy para alertarlo sobre la llegada inminente de Lalo y le indica que deje su teléfono encendido y escondido para que pueda escuchar su conversación. Mientras Mike apunta con un rifle de francotirador a Lalo desde un techo cercano, Lalo revela que encontró agujeros de bala en el auto de Jimmy. Kim le dice a Lalo que los transeúntes probablemente dispararon al auto por diversión y lo reprende por no confiar en Jimmy. Lalo parece satisfecho y se va.
Jimmy le pregunta a Mike por qué lo está protegiendo, pero Mike cuelga. Mike le informa a Gus que Lalo se dirige a su casa en Chihuahua y que Nacho lo acompaña. Gus le dice a Mike que envió hombres armados para matar a Lalo y dice que Nacho podría ayudar. Jimmy va a la casa de Mike y exige saber por qué lo ha estado ayudando. Mike le dice a Jimmy que matarán a Lalo esa noche. Lalo mata a todos menos a uno de los sicarios de Gus, lo obliga a llamar a su contacto e informar su "muerte", luego se aleja de su casa.

#### Temporada 6
Nacho huye después de abrir la puerta de la casa de Lalo para que los sicarios puedan entrar, y Tyrus luego lo dirige a un motel. Dentro de su habitación encuentra un arma, dinero en efectivo y un teléfono celular. Nacho llama a Tyrus, quien le dice que se esconda hasta que sea seguro moverse. Luego intenta llamar a Mike, quien se niega a responder al estar ocupado con Kaylee. Mientras Nacho permanece oculto, los hombres de Mike y Gus entran en su casa y le pagan a sus novias para que se vayan de la ciudad. Entran en la caja fuerte de Nacho, de la que Mike saca el dinero en efectivo y las identificaciones canadienses falsas que Nacho había hecho para él y su padre Manuel. Víctor entrega un duplicado de la caja fuerte, en el que Mike coloca el dinero en efectivo, la identificación falsa de Nacho y un sobre. Nacho descubre que lo están vigilando y confirma que el observador le está informando a Gus, lo que hace que se dé cuenta de que Gus lo ha traicionado con el cartel. Llega un equipo de sicarios del cartel liderado por los primos y se desata un tiroteo donde, a duras penas, Nacho se escapa en un camión robado. Mike se involucra en un enfrentamiento con Tyrus y Gus porque quiere liderar un equipo a México para encontrar a Nacho, pero Gus quiere obligar a Nacho a revelarse manteniendo a Manuel como rehén.
Mike recibe una llamada de Nacho, quien pide hablar con Gus. Nacho se ofrece a entregarse con tal de proteger a Manuel. Gus se las arregla para pasarlo de contrabando a los EE. UU. Luego, Mike y Nacho repasan el plan para que Nacho absuelva a Gus de la culpa por la muerte de Lalo al culpar falsamente a otra familia de narcotraficantes. Tras confesar, Nacho intentará huir para que Víctor lo mate, garantizando que su muerte será rápida y los Salamanca no lo torturarán. Mike administra una paliza para que parezca que Nacho fue capturado. Mientras Mike observa y apunta su rifle al lugar, Gus, Tyrus y Victor se reúnen con Juan Bolsa, Héctor Salamanca y los primos para entregar a Nacho. Nacho afirma que mató a Lalo mientras trabajaba con una familia rival, los Álvarez. Además, absuelve a Gus al admitir que trató de matar a Héctor, pero que Gus lo salvó. En lugar de intentar huir, Nacho usa un trozo de vidrio roto de la basura de Gus para liberarse de sus ataduras, tomar el arma de Juan y suicidarse. Cuando Gus y sus hombres se van, los primos ayudan a Héctor a disparar balas al cuerpo sin vida de Nacho. Mike coloca su rifle en su estuche y regresa a la carretera para que Gus, Tyrus y Victor puedan recogerlo.
Después de que Gus intuye que Lalo sigue vivo, hace que Mike reúna hombres para tener vigilancia extrema por si regresa a la ciudad; también hace que sus hombres sigan a Kim y Jimmy. Después de que Kim confronta a los hombres que la vigilan, Mike le dice que los hombres trabajan para él y que Lalo aún puede estar vivo, y Kim se da cuenta de que Mike es el hombre que ayudó a Jimmy en el desierto. Cuando Kim le pregunta por qué decidió contarle a ella en lugar de a Jimmy sobre Lalo, Mike le dice que está "hecha de un material más duro". Kim reconoce a Mike como el ex asistente de estacionamiento del juzgado y luego decide no decirle a Jimmy que Lalo aún puede estar vivo. Mientras Gus continúa preocupándose por esta posibilidad, él y Mike van al sitio del laboratorio de metanfetamina planeado, donde Gus esconde un arma en una excavadora. Después de que Lalo mata a Howard Hamlin y obliga a Kim a conducir hasta la casa de Gus y dispararle, Mike intercepta a Kim y lleva a la mayoría de sus hombres a su apartamento. Gus reconoce el intento de disparo como una distracción y conduce a Lavandería Brillante, donde es emboscado por Lalo, quien lo obliga a revelar el sitio subterráneo donde se está construyendo el laboratorio de metanfetamina de Gus, mientras graba evidencia para el cartel. Gus distrae y mata a Lalo, pero él mismo resulta herido en el tiroteo. Más tarde, Mike supervisa la limpieza del asesinato de Howard y la escenificación de su muerte como suicidio (teniendo conocimiento del plan de Kim y Jimmy para arruinarle la reputación), así como el entierro de Howard y Lalo bajo el piso del laboratorio de metanfetamina; Gus le pide reiniciar las obras del mismo. Tiempo después, Mike visita a Manuel en su lugar de trabajo y le informa que Nacho está muerto, sin ofrecer detalles. Mike le asegura a Manuel que Nacho, a pesar de sus crímenes, nunca fue como los hombres para los que trabajaba y promete justicia a los Salamanca. Manuel lo rechaza, diciendo que esto solo sería venganza, no justicia, y descarta a Mike como un gángster más.
Para 2008, Mike ocasionalmente se desempeña como investigador privado para Saul Goodman, la personalidad que ha adquirido Jimmy mientras aún trabaja a tiempo completo para Gus. Después de que Saul es secuestrado por Walter White y Jesse Pinkman, 2 incipientes productores de metanfetamina, durante su esfuerzo por hacer que Saul represente a su vendedor Brandon "Badger" Mayhew, Mike verifica los antecedentes de Walt. El informe de Mike a Saul incluye el hecho de que Walt tiene cáncer. Mike describe a Walt como un aficionado y desaconseja trabajar con él, pero Saul está impresionado por la calidad de la metanfetamina de Walt y decide ofrecerle sus servicios.

### Breaking Bad

#### Temporada 2
Después de que Walt permitiera que Jane Margolis, la novia de Jesse muriera por una sobredosis de heroína, Saul envía a Mike a limpiar su apartamento. Mike elimina todos los rastros de las drogas y le brinda a Jesse un consejo que le permite evitar incriminarse cuando habla con la policía después de que Mike se va. Cuando Jesse luego desaparece, Mike lo rastrea y lleva a Walt al lugar donde se refugia, una casa ocupada por drogadictos.

#### Temporada 3
Con Walt y y su esposa Skyler White en medio de un proceso de divorcio, Saul hace que Mike espíe a Skyler. Mike ve a Walt llegar a casa, seguido poco después por los primos de Tuco, Leonel y Marco, que tienen la intención de matar a Walt en represalia por la muerte de Tuco. Mike hace que Gus llame a los primos, ya que Walt es fundamental para su plan de fabricación de metanfetamina, y Gus los convence de que, en cambio, apunten a Hank Schrader, el cuñado de Walt y agente de la DEA que le disparó a Tuco. Gus luego advierte de forma anónima a Hank, quien puede defenderse. Sobrevive al ataque y mata a Marco, y Mike mata a Leonel en el hospital envenenándolo, con Gus creando una distracción para que cumpla su trabajo.
Producto de estos hechos, el cartel interrumpe la distribución de metanfetamina de Gus y él hace que Mike investigue. Mike mata a los cuatro agentes del cártel enviados para acosar a Duane Chow, uno de los proveedores de productos químicos de Gus. Más tarde se esconde en uno de los camiones de Los Pollos Hermanos durante una carrera de drogas para poder aprender las tácticas del cartel e implementar contramedidas que protejan futuros envíos de drogas.
Mientras Walt y Jesse han estado cocinando metanfetamina en el superlaboratorio subterráneo, Jesse se ha vuelto más inestable. Se entera de que dos de los traficantes de drogas locales de Gus fueron responsables de la muerte de su amigo Combo y Tomás, el hermano menor de Andrea, su nueva novia. Sabiendo que Jesse tiene la intención de matar a los traficantes, Walt actúa primero y los mata atropellándolos con su auto, luego le dice a Jesse que huya. Gus mantiene a Walt, pero requiere que vuelva a trabajar con Gale. Walt teme correctamente que una vez que Gale sepa lo suficiente como para hacerse cargo, Gus hará que maten a él y a Jesse. Walt. a través de Saul, engaña a Mike para que busque a Jesse en el lugar equivocado, lo que le da tiempo a Walt para encontrarse con Jesse y decirle que encuentre la dirección de Gale. Más tarde, Mike escolta a Walt de regreso al laboratorio con el pretexto de responder a un derrame químico, pero Walt sabe que se supone que Mike debe matarlo. Walt le ruega a Mike que no lo mate y se ofrece a entregar a Jesse a cambio de su propia vida. Mike permite que Walt llame a Jesse y averigüe dónde se esconde. En cambio, Walt le dice a Jesse que mate a Gale para que Gus tenga que mantenerlos con vida para continuar con la producción de metanfetamina.

#### Temporada 4
Jesse mata a Gale. Víctor llega poco después y lleva a Jesse de regreso al laboratorio. Mike y Víctor vigilan a Jesse y Walt mientras esperan a Gus. Sabiendo que fue reconocido en la casa de Gale y con la esperanza de demostrar que aún puede ser útil para Gus, Víctor comienza a producir un lote de metanfetamina y revela que ha aprendido el proceso al observar a Walt y Jesse. Gus llega, mata a Víctor frente a Walt y Jesse, luego les dice que vuelvan al trabajo; más tarde Mike ayuda a ambos a poner el cuerpo de Víctor en un recipiente para disolverlo en ácido. Tras ello, Mike aumenta la seguridad en el laboratorio, incluida la instalación de cámaras de video y la vigilancia personal de Walt y Jesse mientras trabajan.
Al ver el comportamiento autodestructivo de Jesse por haber matado a Gale, Mike le informa a Gus que tal vez puedan separarlo de Walter. Gus está de acuerdo y Mike se lleva a Jesse con él para realizar recuperaciones sin salida y otras tareas. Jesse frustra un ataque preestablecido contra Mike, lo que aumenta su confianza y su lealtad hacia Mike y Gus. Después de que roban otro camión de Los Pollos Hermanos y roban la metanfetamina, Jesse ayuda a Mike a recuperarla. Su competencia convence a Mike y Gus de seguir haciendo uso de Jesse, y él va a México con ellos para una reunión entre Gus y los líderes del cartel que pretende poner fin a su disputa. Jesse produce un lote superior de metanfetamina por su cuenta, y Gus se ofrece a que se quede en México para producirlo para el cartel. Jesse está preocupado, pero la oferta es una artimaña. Durante una fiesta en la casa de Don Eladio para celebrar el acercamiento, Gus usa una botella de tequila envenenada para matar a la mayoría de los líderes del cartel, incluso tomando el primer trago él mismo para aliviar las sospechas. Mike recibe un disparo mientras ayudaba a Gus a escapar, y Jesse ayuda tanto a Gus enfermo como a Mike herido a llegar al tratamiento médico planificado previamente. Para el médico que ha contratado Gus, las heridas de Mike son secundarias a la enfermedad de Gus, y después de que Gus se recupera, Mike permanece en México durante varias semanas mientras Gus y Jesse regresan a Albuquerque. Mientras Mike se recupera, Walt da vuelta a Jesse y diseñan el plan para matar a Gus, el cual resulta exitoso y después de lo cual él y Jesse destruyen el laboratorio de metanfetamina.

#### Temporada 5
Mike se entera de la muerte de Gus y tiene la intención de matar a Walt en represalia. Mientras Mike regresa a Albuquerque, se encuentra con Walt y Jesse, quienes le explican por qué mataron a Gus. Le recuerdan a Mike que las imágenes de la cámara de seguridad del laboratorio pueden implicar tanto a él como a ellos, y le piden ayuda para destruirlas. Mike les dice que las grabaciones se almacenaron en la computadora portátil de Gus, que ahora está bajo custodia policial. Él ayuda a Walt y Jesse a construir y emplear un electroimán que borra los datos de la computadora portátil. Sin darse cuenta, esto lleva a la policía a descubrir números de cuenta ocultos y códigos de acceso para que el dinero que Gus depositó en el extranjero se use para pagar a los miembros de su organización por su silencio. Se apoderan de las cuentas, por lo que es probable que los ex empleados de Gus revelen a Mike, Jesse y Walt a la policía.
Mike se une a Walt y Jesse en una nueva organización, con Jesse y Walt produciendo metanfetamina en un laboratorio móvil operado dentro de las tiendas de campaña de los clientes de una empresa de fumigación llamada Vamonos Pest. Cuando Lydia sospecha que la DEA está rastreando los suministros de metilamina de Madrigal, les proporciona a Mike, Walt y Jesse información sobre un tren que incluye un vagón cisterna de metilamina. Se las arreglan para robar una gran cantidad sin ser detectados, pero Todd, un empleado de la empresa de fumigación que ayuda en el robo, dispara y mata a un niño que sin querer presencio el robo. Sin querer ser parte de esta brutalidad, Mike y Jesse venden su parte de la metilamina a Declan, un traficante de drogas de Phoenix, mientras que Walt produce la metanfetamina que distribuye Declan. Mike acepta continuar pagando a los ex empleados de Gus de su parte de la venta de metilamina para garantizar su silencio continuo.
La DEA identifica la conexión de Mike con Gus, pero él elimina las pruebas de su casa y esconde el dinero de la escapada en una "bolsa de viaje" en el aeropuerto, por lo que una búsqueda policial en su casa no arroja nada. La policía identifica al abogado que Mike ha estado usando para hacer los pagos a los ex empleados de Gus y luego localiza el dinero que ha estado ahorrando para Stacey y Kaylee. Con la intención de huir, Mike le pide a Saul que recupere su bolsa de viaje. Walt lo recupera en su lugar y se encuentra con Mike. Con la intención de matar a los asociados de Mike en prisión para proteger su identidad, Walt exige sus nombres a cambio de la bolsa. Mike se niega y le reprocha por haber arruinado el negocio con la muerte de Gus. Walt, en un ataque de ira, le dispara con el arma de la bolsa de viaje. Después de seguir a Mike herido de muerte hasta la orilla de un río, Walt se da cuenta de que simplemente podría haberle preguntado a Lydia los nombres. Cuando Walt comienza a disculparse, Mike lo detiene y le dice "Cierra la boca y déjame morir en paz", antes de desplomarse y morir junto a la orilla del río. Walt y Todd luego disuelven en secreto su cuerpo en ácido.

### El Camino
Mike aparece brevemente en un flashback en la escena inicial de la película El Camino: A Breaking Bad Movie. La escena es una discusión que tiene lugar poco antes de que Mike y Jesse decidieran dejar el negocio de metanfetamina de Walt; Jesse le pregunta a Mike adónde iría si pudiera empezar de nuevo. Mike dice que si fuera más joven, iría a Alaska, una idea que a Jesse le parece atractiva. Jesse expresa el deseo de enmendar las malas acciones del pasado, pero Mike advierte que empezar de nuevo lo haría imposible. Finalmente, en los meses que siguen, Jesse después de saldar sus cuentas pendientes, se va a Alaska a iniciar una nueva vida.

## Recepción

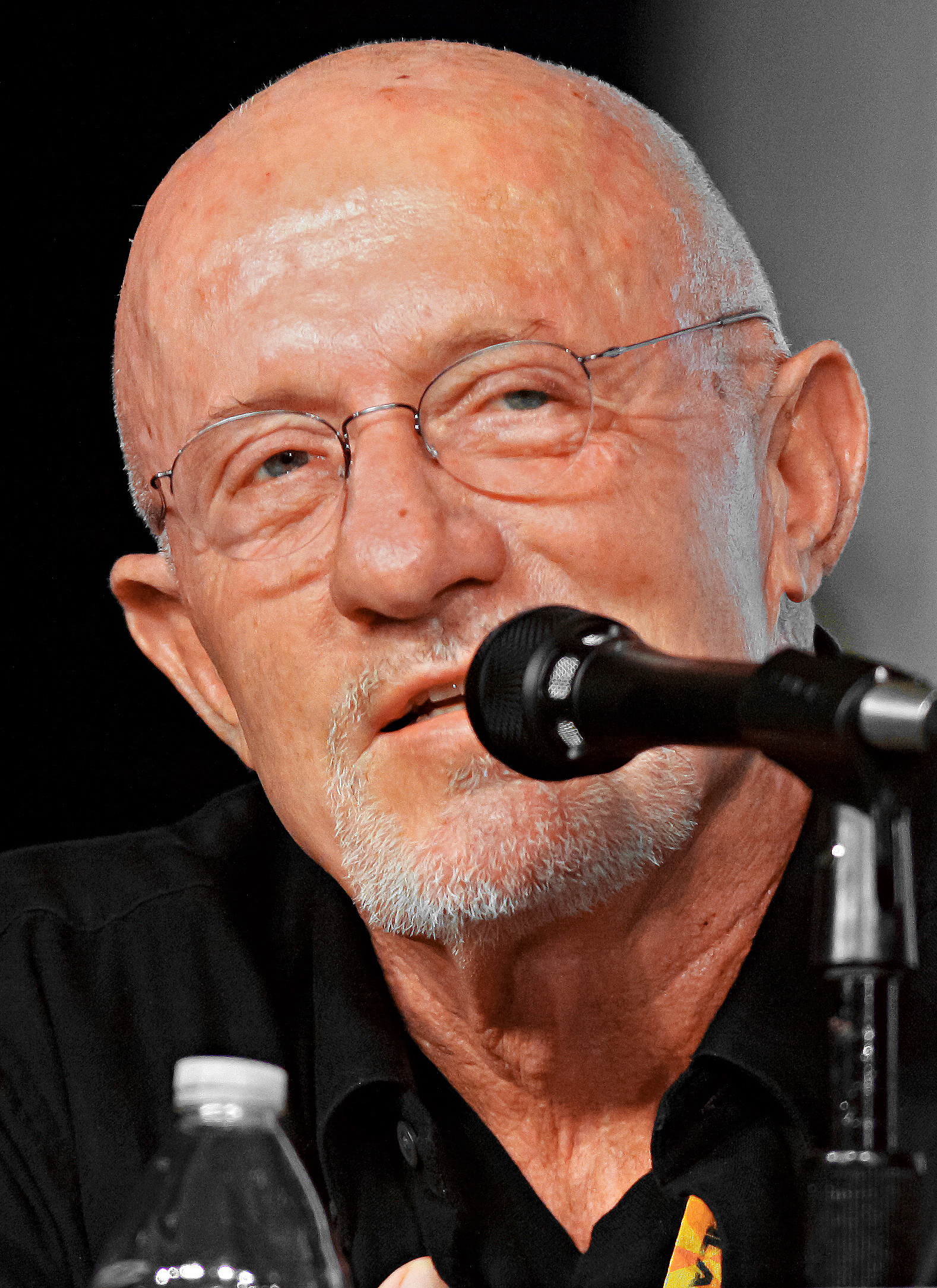
Jonathan Banks interpreta a Mike Ehrmantraut en Breaking Bad y Better Call Saul

El episodio de la quinta temporada de Breaking Bad "Say My Name", que termina con Walt matando a Mike, recibió elogios de la crítica, y muchos críticos destacaron a Jonathan Banks y Bryan Cranston por su particular actuación. El episodio es reconocido por muchos críticos de televisión como uno de los mejores de la serie, y Matt Richenthal de TV Fanatic le dio a "Say My Name" una calificación de cinco estrellas y lo calificó como "uno de los mejores en la historia de la serie". Seth Amitin de IGN le dio al episodio una calificación de 9 sobre 10, calificándolo de "alucinante", pero afirmando que "Odio ver a Mike salir así. Se merecía más. Literalmente no puedo darle más de 9.0, fue un final demasiado triste". Alan Sepinwall de HitFix pensó que el episodio era "un episodio mayormente tremendo de un drama", y agregó que la muerte de Mike "es simplemente una escena hermosa y devastadora", pero no quedó impresionado por la trama que llevó a Mike a mostrar confianza en Walt esa situación, escribiendo que era una forma artificial de garantizar que Walt estaría en condiciones de matar a Mike según los requisitos de la historia general del programa.
Jonathan Banks ha recibido varios premios y nominaciones por su interpretación de Mike Ehrmantraut tanto en Breaking Bad como en Better Call Saul. En 2012, recibió una nominación al Premio del Sindicato de Actores de la Pantalla a Actuación Sobresaliente de un Conjunto en una Serie Dramática por su papel en Breaking Bad. En 2013, recibió una nominación al premio Critics' Choice Television al mejor actor de reparto en una serie dramática, una nominación al premio Primetime Emmy al actor de reparto destacado en una serie dramática, y un premio Saturn al mejor actor de reparto en una serie dramática televisión.
En 2015, recibió un premio Critics' Choice Television al Mejor Actor de Reparto en una Serie Dramática y una nominación al Premio Primetime Emmy al Mejor Actor de Reparto en una Serie Dramática por Better Call Saul. En 2016, recibió una nominación al Satellite Award como Mejor Actor de Reparto – Serie, miniserie o película para televisión y una nominación al premio Primetime Emmy como actor de reparto destacado en una serie dramática . En 2017, recibió una nominación al Premio Primetime Emmy como Mejor Actor de Reparto en una Serie Dramática y una nominación al Premio Satellite al Mejor Actor de Reparto – Serie, Miniserie o Telefilme. En 2019, recibió otra nominación al Primetime Emmy como Mejor Actor de Reparto en una Serie Dramática.

## Madrigal Electromotive Security Training
Similar a la serie de videos ficticios de capacitación de empleados utilizados durante la tercera temporada de Better Call Saul, AMC publicó una serie de diez videos cortos titulada Madrigal Electromotive Security Training en YouTube y sus cuentas de redes sociales durante la cuarta temporada de Better Call Saul. Los videos presentan una combinación de secuencias de acción en vivo de Banks interpretando a Mike brindando capacitación a los nuevos empleados de seguridad de Madrigal y segmentos animados. La serie había sido nominada para el premio Primetime Emmy a la mejor serie de comedia o drama de formato corto, pero la Academia de Artes y Ciencias de la Televisión retiró la nominación después de descubrir que los episodios eran demasiado cortos para la categoría, afirmando "Esta decisión está en de ninguna manera una disminución de la calidad de la Capacitación para empleados de Better Call Saul o el desempeño del Sr. Banks en ella".